# Bamako
Bamako je mesto v Zahodni Afriki, glavno mesto Malija in največje naselje v državi. Leži na jugozahodu Malija ob bregovih reke Niger, ob brzicah Sotuba. Je živahno mesto z okrog 1,6 milijona prebivalcev (ocena 2009), v katerem je skoncentrirana večina industrijskih obratov v državi in pomembno prometno središče. Reka Niger je plovna od Bamaka proti jugozahodu do mesta Kouroussa v Gvineji, severno pa brzice premošča prekop, ki omogoča plovbo do mesta Gao na severovzhodu Malija. Poleg tega ga oskrbujeta železniška povezava do Dakarja in mednarodno letališče. Kljub temu je v njem še videti tradicionalna prebivališča iz glinenih opek.
Še v začetku 20. stoletja je bilo območje Bamaka redko poseljeno, z razpršenimi vasicami in nekaj sto prebivalci. Potem so ga zavzeli Francozi in ga nekaj let po odprtju železniške proge določili za glavno mesto kolonije Francoski Sudan. Po tistem se je začelo mesto hitro razvijati. Največjo eksplozijo števila prebivalstva je doživelo v 1960. in 70. letih, ko je postalo pribežališče množici beguncev s podeželja zaradi hudega sušnega obdobja; takrat se je število prebivalstva potrojilo. Bamako je še danes eno najhitreje rastočih mest na svetu s skoraj 4,5 % letnega prirasta prebivalstva.